# Elka de Levie
Elka de Levie (ur. 21 listopada 1905 w Amsterdamie, zm. 29 grudnia 1979 tamże) – holenderska gimnastyczka sportowa, złota medalistka w wieloboju sportowym na Olimpiadzie w Amsterdamie w 1928.
Razem z koleżankami zdobyła pierwszy kobiecy złoty medal olimpijski w historii Holandii. Była zawodniczką amsterdamskiego klubu BATO, zakwalifikowała się do holenderskiej drużyny gimnastycznej jako rezerwowa. Była jedną z pięciu gimnastyczek ze złotej drużyny z 1928, które były pochodzenia żydowskiego. W przeciwieństwie do swoich koleżanek z drużyny, De Levie przeżyła II wojnę światową. Najbardziej znanym jej wynikiem poza igrzyskami olimpijskimi jest pierwsze miejsce w konkursie „Steen” w Amsterdamie w 1926 roku. W latach 1929–1943 była żoną Andriesa Boasa, z którym miała dwójkę dzieci.